# 1755 en arts plastiques
| Années des arts plastiques : 1752 - 1753 - 1754 - 1755 - 1756 - 1757 - 1758    |
| Décennies des arts plastiques : 1720 - 1730 - 1740 - 1750 - 1760 - 1770 - 1780 |

Madame de Pompadour par Quentin de La Tour.

Cette page concerne l'année 1755 en arts plastiques.

## Naissances
- 20 janvier : Henri Elouis, peintre français († 23 décembre 1840),
- 11 février : Nicolas Antoine Taunay, peintre français († 20 mars 1830),
- 13 février : Philibert-Louis Debucourt, peintre et graveur français († 22 septembre 1832),
- 23 février : Jean Suau, peintre d'histoire français († 1841),
- 16 avril : Élisabeth Vigée Le Brun, peintre français († 30 mars 1842),
- 3 juillet : Lazare Bruandet, peintre français († 26 mars 1804),
- Date précise inconnue : 
  - Marc Antoine Bilcocq, peintre français († 24 janvier 1838),
  - Philippe Jean, peintre, portraitiste et miniaturiste jersiais  († 1802),
  - Giovanni Battista Lusieri, peintre paysagiste italien († 1821),
  - Gabriel Scorodumov, graveur et peintre russe († 1792),
- Vers  1755 :
  - John Jones, graveur et éditeur britannique († 1797),
  - Giuseppe Pirovani, peintre italien de la période néoclassique († vers 1835).

## Décès
- 13 janvier : Pietro Domenico Olivero, peintre italien (° 1er août 1679),
- 28 février : Nicolas IV de Larmessin, graveur français (° 28 janvier 1684),
- 6 mars : Pier Leone Ghezzi, peintre et caricaturiste italien (° 28 juin 1674),
- 30 avril : Jean-Baptiste Oudry, peintre et graveur français (° 17 mars 1686),
- 25 mai : Gustavus Hesselius, peintre né en Suède qui émigra en Amérique (° 1682),
- ? :
  - Pietro Anderlini, peintre italien (° 1687),
  - Jacopo Nani, peintre du baroque tarfif (rococo) italien (° 1698),
  - Odoardo Vicinelli, peintre italien de la période rococo de l'école florentine (° 1684).